# Michele Balducci
Michele Balducci (Umbertide, 3 settembre 1986) è un attore, regista e drammaturgo italiano.

## Biografia
Vissuto dalla nascita a Bastia Umbra fino al termine del liceo, dopo aver studiato fra Perugia (presso il Centro Universitario Teatrale), Roma (presso la scuola La maschera in soffitta e con l'attrice Gisella Burinato), Milano (con Filippo Timi) e Londra (presso la Guildhall School of Music and Drama), esordisce a 21 anni nel 2008 con due piccoli ruoli in La scelta di Laura, regia di Alessandro Piva e Amiche mie, regia di Paolo Genovese e Luca Miniero. Successivamente lavora in numerose fiction televisive di successo, tra cui Don Matteo, regia di Giulio Base e Rex, regia di Marco Serafini, entrambe nel 2009. Nel 2013 è fra i protagonisti della miniserie Pupetta - Il coraggio e la passione, regia di Luciano Odorisio. Nel 2014 fa parte del cast principale di Francesco, regia di Liliana Cavani. Nel 2018 è fra i protagonisti della seconda stagione di Medici: Masters of Florence, trasmesso in Italia da Rai 1 e Prime Video e nel resto del mondo da Netflix ed è co-protagonista della serie web BLEAH!, diretta da e con Veronica Pivetti. Nel 2024 è nel cast internazionale di Those about to die, serie diretta da Roland Emmerich e Marco Kreuzpaintner con protagonista Anthony Hopkins e trasmessa negli Stati Uniti d'America su Peacock (servizio di streaming) e nel resto del mondo su Prime Video.
Esordisce al cinema nel 2009 con Meno male che ci sei, regia di Luis Prieto.
In teatro lavora, tra gli altri, con Romeo Castellucci (Natura e origine della mente), Chiara Guidi (Edipo Re), Graham Vick (Ascesa e caduta della città di Mahagonny), Marco Maltauro (Grumi - memorie del cazzo), Virginia Franchi (Vulcano, The First Hour), Niccolò Matcovich (Rabarbaro), Anita Otto (Boy disappears), Alessandro Fea (7 Sogni, Spell - L'amore di Alda), Francesco Piotti (I principi che eravamo). Nel 2015 è fra i protagonisti del nuovo spettacolo teatrale di Luca De Bei, Nessuno muore, il cui testo è edito da La Mongolfiera Editrice. Nel 2016 è protagonista del nuovo spettacolo di Virginia Franchi, Le scoperte geografiche, in scena al Teatro Brancaccino di Roma e di Persone naturali e strafottenti di Giuseppe Patroni Griffi, in scena al Teatro Vittoria di Roma, nel ruolo di Fred, appartenuto a Gabriele Lavia nella prima rappresentazione del 1974. Ancora nel 2016 è fra i protagonisti di Todi is a small town in the center of Italy, nuova produzione del Teatro Stabile dell'Umbria per la regia di Liv Ferracchiati, che ottiene un grande successo di pubblico e critica (ne parlano, fra gli altri, l'Unità e il manifesto). Nel 2018 torna a lavorare con Liv Ferracchiati e il Teatro Stabile dell'Umbria in una nuova produzione teatrale dal titolo Commedia con schianto - Struttura di un fallimento tragico. Nel 2020 continua la sua collaborazione con il Teatro Stabile dell'Umbria entrando fra i protagonisti del cast di Vorrei scrivere in tratti di fuoco, per la regia di Andrea Baracco, una riscrittura di Guerra e pace di Lev Tolstoj. Nel 2021 scrive, dirige ed è protagonista del monologo Sandro, incentrato sulla figura del poeta umbro Sandro Penna. Nel 2022 lavora con Andrea Adriatico e Teatri di Vita nello spettacolo XYZ. Dialoghi leggeri tra inutili generazioni nel cast principale. Nel 2023 torna a lavorare con Andrea Adriatico nel cast principale di Le amarezze di Bernard-Marie Koltès, opera giovanile dell'autore rappresentata per la prima volta in Italia.
È autore del podcast Vita d'attore - dietro l'hashtag, disponibile su Apple Music, Spotify e Amazon Music.
Nel 2016 riceve il prestigioso Premio Umbriaroma, assegnato a personalità nate in Umbria che abbiano conseguito particolari successi a Roma e sul territorio nazionale e a personalità residenti a Roma che abbiano scelto l'Umbria come seconda residenza o che le abbiano dedicato parte della propria attività culturale o professionale. In passato hanno ricevuto il premio, tra gli altri, Giuseppe De Rita, Gigi Proietti, Renzo Arbore, Antonio Baldassarre, Luisa Todini, Pippo Baudo, Claudio Baglioni, Ettore Bernabei, Luigi Frati, Terence Hill, Flavio Insinna e Nicoletta Spagnoli.
Nel 2010 inizia la sua attività di drammaturgo scrivendo tre corti teatrali (Vivo, Le mie muse e Violetta, quest'ultimo inserito nel libro La mia poetica edito da Editoria & Spettacolo nel 2012) e un testo completo (In mezzo al core).
È laureato in medicina con una tesi in psichiatria, tuttavia non ha mai esercitato la professione di medico.

## Carriera

### Cinema
- Meno male che ci sei, regia di Luis Prieto (2009)

### Televisione
- La scelta di Laura, regia di Alessandro Piva (2008)
- Amiche mie, regia di Paolo Genovese e Luca Miniero (2008)
- Don Matteo, regia di Giulio Base (2009)
- Rex, regia di Marco Serafini (2011)
- Pupetta - Il coraggio e la passione, regia di Luciano Odorisio (2013)
- Deadboy, regia di Alessio Russo (2013)
- Disordini, regia di Sandro Vanadia (2013)
- Francesco, regia di Liliana Cavani (2014)
- BLEAH!, regia di Veronica Pivetti (2018)
- I Medici - Lorenzo il Magnifico (Medici: The Magnificent) – serie TV, 6 episodi (2018)
- Those about to die, regia di Roland Emmerich e Marco Kreuzpaintner (2024)

### Cortometraggi
- 24 ore in Marina, regia di Antonio Bido (2007)
- Amore in affitto, regia di Piergiorgio Bellocchio (2008)
- Cortometraggio bullismo, regia di Matteo Capanna (2009)
- Il solito giro, regia di Andrea De Simone (2010)
- La scatola nera, regia di Alessandra Bruno (2010)
- Growing pains, regia di Michele Balducci (2021)

### Spot pubblicitari
- Pubblicità Progresso prevenzione morti bianche - 1º maggio 2009

### Teatro
- 7 sogni, regia di Alessandro Fea (2010)
- Tremori, regia di Marisa Vallone (2010)
- Rabarbaro, regia di Niccolò Matcovich (2010)
- 5x4, regia di Alessandro Fea (2010)
- Vulcano, regia di Virginia Franchi (2011)
- Spell - L'amore di Alda, regia di Alessandro Fea (2011)
- I principi che eravamo, regia di Francesco Piotti (2012)
- Grumi - memorie del cazzo, regia di Marco Maltauro (2012)
- The first hour, regia di Virginia Franchi (2013)
- Boy disappears, regia di Anita Otto (2013)
- Natura e origine della mente, regia di Romeo Castellucci (2013)
- Nessuno muore, regia di Luca De Bei (2015)
- Ascesa e caduta della città di Mahagonny, regia di Graham Vick (2015)
- Le scoperte geografiche, regia di Virginia Franchi (2016)
- Persone naturali e strafottenti, regia di Giancarlo Nicoletti (2016)
- Todi is a small town in the center of Italy, regia di Liv Ferracchiati (2017)
- Commedia con schianto - Struttura di un fallimento tragico, regia di Liv Ferracchiati (2018)
- La vendita delle fanciulle ai mercanti, regia di Luigi Presicce (2019)
- Edipo Re, regia di Chiara Guidi (2019)
- Vorrei scrivere in tratti di fuoco, regia di Andrea Baracco (2020)
- Sandro, regia di Michele Balducci (2021)
- XYZ. Dialoghi leggeri tra inutili generazioni, regia di Andrea Adriatico (2022)
- Le amarezze, regia di Andrea Adriatico (2023)

### Premi
- Premio Umbriaroma 2016